# Льєзький вугільний басейн
Льєзький вугільний басейн, Південний вугільний басейн — розташований в Бельгії, запаси вугілля 2188 млн т. Є східним продовженням бас. Нор і Па-де-Кале у Франції. Вугілля гумусове, кам'яне від пісного до жирного. Вугленосними є відклади вестфальського яруса, який має потужність 2800 м і розчленовується на 4 світи. Тектонічна структура басейну складна. Кількість пластів в різних районах бас. — від 16 до 95 при сумарній їх потужності відповідно від 9,7 до 65 м. Середня потужність 0,65 м, вміст летких речовин 16 %, вологість 2-3 %, сірчистість 1-2 %, низша теплота згоряння вугілля 33,6-35,0 МДж/кг. Обводненість незначна, але газовість висока.